# Leopoldine de Baden
Prințesa Leopoldine de Baden (Leopoldine Wilhelmine Amalie Pauline Maximiliane; 22 februarie 1837, Karlsruhe - 23 decembrie 1903, Strasbourg), a fost Prințesă de Baden prin naștere și Prințesă de Hohenlohe-Langenburg prin căsătorie.

## Biografie

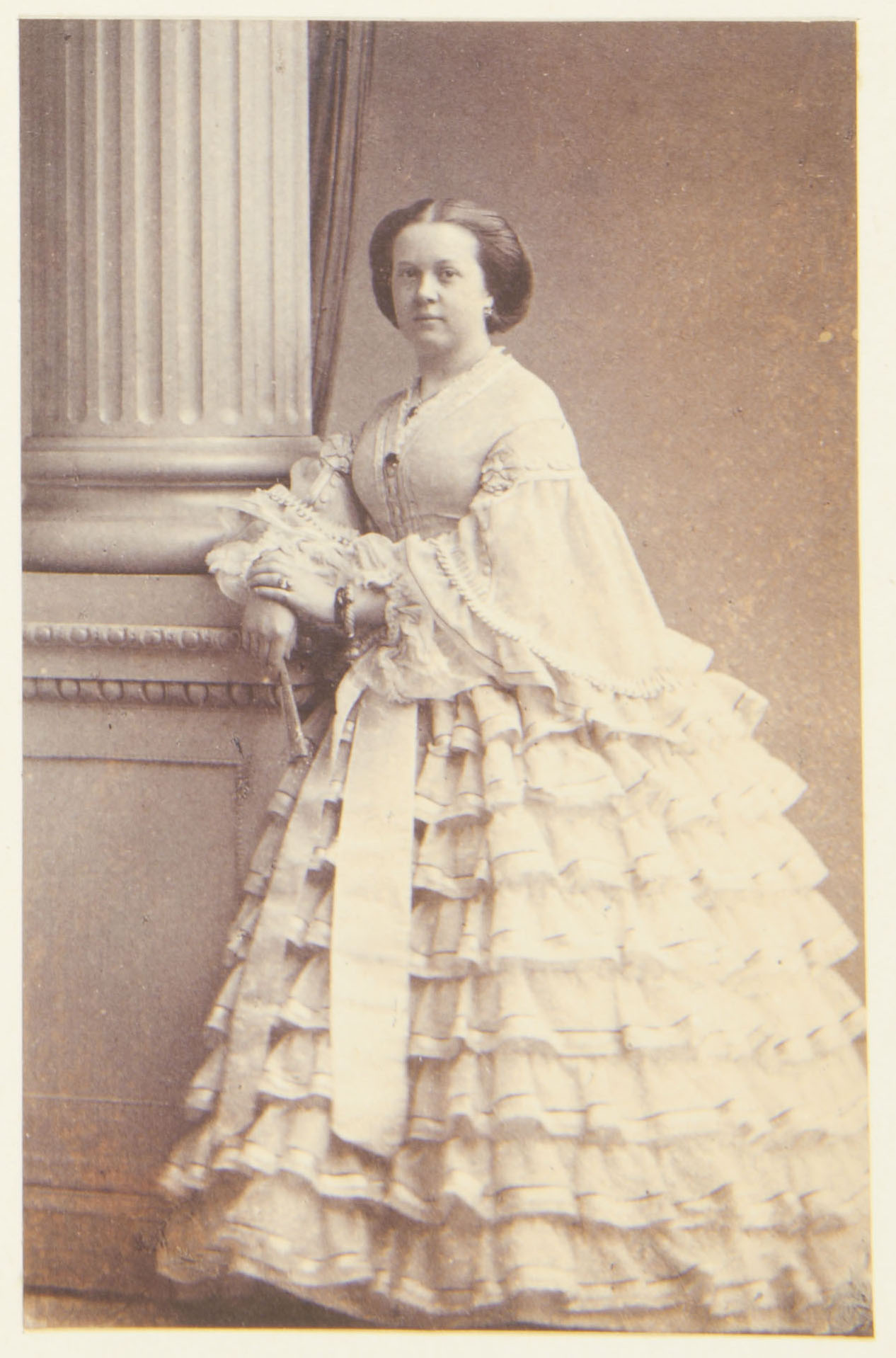
Prințesa Leopoldine de Baden

Leopoldine a fost a patra și cea mai mică fiică a Prințului Wilhelm de Baden (1792-1859) și a Ducesei Elisabeta Alexandrine de Württemberg (1802-1864), fiica Ducelui Louis de Württemberg. Bunicii paterni erau Karl Frederic de Baden, primul Mare Duce de Baden și cea de-a doua soție a sa, baroneasa Louise Caroline Geyer de Geyersberg, Contesă de Hochberg. Leopoldine a crescut în Karlsruhe, împreună cu cele două surori mai mari, Sofia (1834-1904) și Elisabeta (1835-1891).
Prințesa Leopoldine s-a căsătorit la 24 septembrie 1862 la Karlsruhe cu Hermann, Prinț de Hohenlohe-Langenburg (1832-1913), al doilea fiu al Prințului Ernst I de Hohenlohe-Langenburg și a Prințesei Feodora de Leiningen. Ei au avut trei copii:
- Prințul Ernest William Frederick Maximilian Charles de Hohenlohe-Langenburg (1863-1950); a succedat tatălui său ca Ernst al II-lea, s-a căsătorit în 1896 cu Prințesa Alexandra de Saxa-Coburg și Gotha (1878-1942), au avut copii.
- Prințesa Elise Victoria Feodora Sophie Adelheid de Hohenlohe-Langenburg (1864-1929); s-a căsătorit în 1884 cu Heinrich al XXVII-lea, Prinț Reuss (1858-1928), au avut copii.
- Prințesa Feodora de Hohenlohe-Langenburg (1866-1932);  s-a căsătorit în 1894 cu Emich, al 5-lea Prinț de Leiningen (1866-1939), au avut copii.

Prințesa Leopoldine a fondat Asociația Leopoldine. La Strasbourg, unde soțul ei a fost numit Guvernator al Alsacei-Lorena ea a îndeplinit îndatoriri ceremoniale. A murit cu o zi înainte de ajunul Crăciunului 1903, după o boală îndelungată.
1. ↑  IdRef, accesat în 11 mai 2020